# Vicién
Vicién (en aragonés Bizién o Vicién) es un municipio de la comarca Hoya de Huesca, provincia de Huesca (España). Está situado a 9 km al sur de Huesca en una altura a la que se llega por la carretera HU-V-8102 que enlaza con la A-1212.

## Geografía

### Localidades limítrofes
- Buñales
- Tabernas de Isuela

## Historia
- Se dice que "Vicién" viene del nombre romano de persona Vicens o Vicentius.
- El día 28 de abril de 1083, el rey Sancho Ramírez de Aragón cedió al Monasterio de San Juan de la Peña las parias de Vicién (Ubieto Arteta, Cartulario de San Juan de la Peña, n.º 241).

## Administración y política
| Periodo   | Nombre                      | Partido |
| --------- | --------------------------- | ------- |
| 1979-1983 | Victoriano Sanmartín Rivera | UCD     |
| 1991-1995 | Alfredo Bretos Bolea        | PSOE    |
| 1995-1999 | Alfredo Bretos Bolea        | PSOE    |
| 1999-2003 | Alfredo Bretos Bolea        | PSOE    |
| 2003-2007 | Alfredo Bretos Bolea        | PSOE    |
| 2007-2011 | Alfredo Bretos Bolea        | PSOE    |
| 2011-2015 | Alfredo Bretos Bolea        | PSOE    |
| 2015-2019 | Sergio Benito Moreu Bescos  | PSOE    |
| 2019-2023 | Sergio Benito Moreu Bescos  | PSOE    |

| Partido político    | Partido político                                   | 2003   | 2007   | 2011   | 2015   | 2019   |
| Partido político    | Partido político                                   | Ediles | Ediles | Ediles | Ediles | Ediles |
|                     | Partido de los Socialistas de Aragón (PSOE-Aragón) | 4      | 4      | 4      | 4      | 4      |
|                     | Partido Popular de Aragón (PP)                     | 1      | 1      | 1      | 1      | 1      |
| Total de concejales | Total de concejales                                | 5      | 5      | 5      | 5      | 5      |

## Demografía
Vicién cuenta con una población de 137 habitantes (INE 2024).
| Gráfica de evolución demográfica de Vicién entre 1842 y 2021                                                        |
| |
| Población de derecho según los censos de población del INE Población de hecho según los censos de población del INE |

| 1900 | 1910 | 1930 | 1940 | 1950 | 1960 | 1970 | 1981 | 1986 | 1992 | 1999 | 2004 | 2005 | 2006 | 2007 | 2008 | 2009 | 2010 | 2011 | 2012 | 2013 | 2014 | 2015 | 2016 | 2017 |
| ---- | ---- | ---- | ---- | ---- | ---- | ---- | ---- | ---- | ---- | ---- | ---- | ---- | ---- | ---- | ---- | ---- | ---- | ---- | ---- | ---- | ---- | ---- | ---- | ---- |
| 356  | 328  | 318  | 230  | 287  | 279  | 193  | 140  | 135  | 121  | 120  | 115  | 113  | 118  | 116  | 124  | 131  | 122  | 119  | 115  | 124  | 122  | 126  | 121  | 121  |

## Monumentos

### Monumentos religiosos
- Iglesia parroquial dedicada a San Gregorio Nacianceno
- Ermita de San Gregorio

## Fiestas
- Día 9 de mayo en honor de san Gregorio
- Día 29 de septiembre en honor de San Miguel